# Michael Dorn
Michael Dorn (nascut el 9 de desembre de 1952) és un actor estatunidenc conegut sobretot pel seu paper com el personatge klingon Worf a la franquícia Star Trek, apareixent a les set temporades de la sèrie de televisió Star Trek: La nova generació (1987–1994), i més tard repetint el paper a les temporades quatre a set de Star Trek: Deep Space Nine (1995–1999) i la tercera temporada de Star Trek: Picard (2023). Dorn ha aparegut més vegades com a membre regular del repartiment que qualsevol altre actor de «Star Trek» en la història de la franquícia, abastant cinc pel·lícules i 284 episodis de televisió.
A part de la franquícia «Star Trek», Dorn ha aparegut a la sèrie de televisió CHiPs (1979–1982), i ha tingut papers de veu com a Coldstone i Taurus a la sèrie animada Gargoyles (1994–1997), Kalibak a l'Univers animat DC, I.M. Weasel a I Am Weasel (1997–2000), Lord Darkar a la Doblatge de Nickelodeon de Winx Club (2011), Castle (2009-2016) com a psicoterapeuta, i el capità Mozar a Les torgugues ninja (2015–2016).
A part de sèries i pel·lícules, ha tingut papers de veu en diversos jocs relacionats amb Star Trek, així com papers de veu més obscurs com ara un company important, Marcus, i l'antagonista principal, Frank Horrigan, del joc de rol d'acció Fallout 2 (1998) i un personatge Krogan a Mass Effect 2 (2010), entre molts altres papers similars.

## Primers anys
Dorn va néixer a Luling, Texas, fill d'Allie Lee (de soltera Nauls) i Fentress Dorn Jr. Va créixer a Pasadena (Califòrnia), on va estudiar producció de ràdio i televisió al Pasadena City College. Després de graduar-se, va seguir una carrera musical com a intèrpret amb diverses bandes de música rock, viatjant a San Francisco i després tornant a Los Angeles.

## Carrera

### Primers treballs
Dorn va aparèixer per primera vegada a la pantalla a Rocky, en un paper no acreditat com a guardaespatlles d'Apollo Creed. Dos anys més tard, va aparèixer com a estrella convidada en un episodi de 1978 del programa de televisió W.E.B.. Impressionat per la seva feina, el productor de la sèrie va presentar Dorn a un agent, a través del qual va conèixer el professor d'interpretació Charles E. Conrad. Dorn va estudiar amb Conrad durant sis mesos, fins que va aconseguir un paper regular a la sèrie de drama criminal CHiPs.

### Star Trek

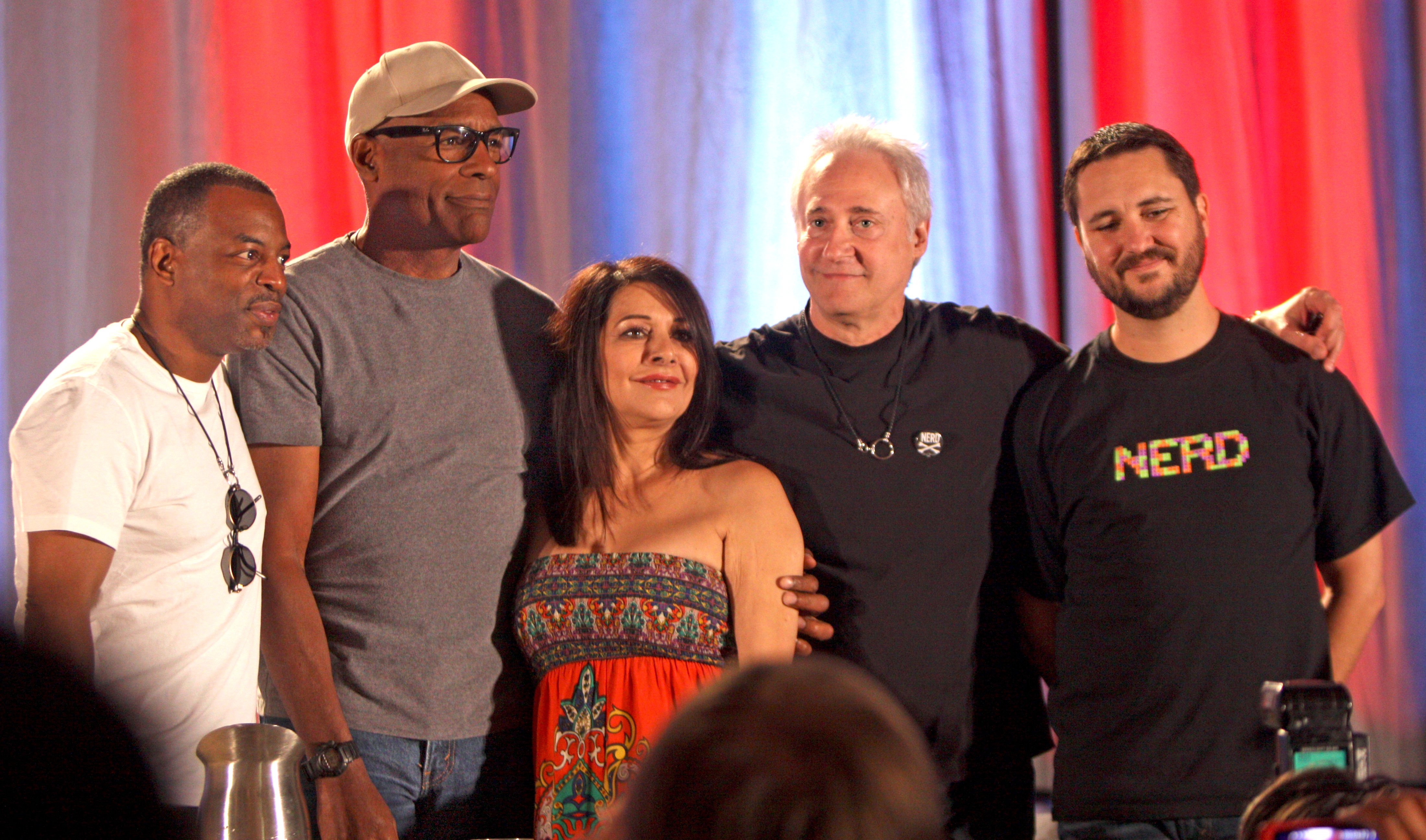
Michael Dorn a la Phoenix Comic-Con de 2012 amb el repartiment de La nova generació. (D'esquerra a dreta: LeVar Burton, Dorn, Marina Sirtis, Brent Spiner, i Wil Wheaton)

El paper més destacat de Dorn fins ara és el del tinent oficial klíngon de la Flota Estel·lar (més tard tinent comandant) Worf a Star Trek: La nova generació i Star Trek: Deep Space Nine. Dorn va ser l'últim dels actors principals a ser escollit per a "La nova generació", i es va preparar per a la seva audició aïllant-se dels altres actors i mantenint-se taciturn durant l'entrevista, imitant la personalitat del personatge. El seu personatge va resultar tan popular entre els fans que Dorn va ser afegit al repartiment de la sèrie derivada "Deep Space Nine" en un esforç per augmentar les audiències.
Dorn (com a Worf) té el rècord de més aparicions en pantalla de qualsevol personatge de Star Trek. Com a Worf, va aparèixer en 175 episodis de Star Trek: La nova generació (només li falten els episodis "Codi d'honor", "Refugi" i "Ombres argentades"), 102 episodis de Deep Space Nine, quatre pel·lícules de Star Trek i set episodis de Star Trek: Picard, cosa que eleva el seu total a 288 aparicions com a personatge. També va aparèixer com l'avantpassat de Worf, el coronel Worf, a la pel·lícula de 1991 Star Trek VI: The Undiscovered Country i va dirigir els episodis de Star Trek: Deep Space Nine "In the Cards", "Inquisition" i "When It Rains...", i l'episodi de Star Trek: Enterprise "Two Days and Two Nights".
Va ser un dels sis actors que van repetir el seu paper, en doblatge, per al joc de realitat virtual Star Trek: Captain's Chair. El 2014, va participar en l'episodi "Fairest of Them All" produït per fans de Star Trek, donant la seva veu a l'ordinador de l'Univers Mirall Enterprise.
El 2012, Dorn va anunciar el desig de tornar al seu paper klingon en una sèrie de televisió provisionalment titulada Star Trek: Captain Worf. Va dir: 
| « | Se m'havia acudit la idea perquè m'encanta [Worf] i crec que és un personatge que no s'ha desenvolupat completament i no s'ha realitzat del tot. Un cop vaig començar a pensar-hi, em va semblar evident que volia com a mínim publicar-ho, cosa que he fet, i la resposta ha estat força sorprenent. Ens han contactat diferents persones –no puc dir qui és ni res d'això– sobre el seu desig de participar-hi. | » |

L'abril de 2022 es va anunciar que repetiria el seu paper de Worf a la tercera temporada de Star Trek: Picard, que es va emetre el 2023.

### Altres treballs
Dorn ha aparegut en diversos programes de televisió, pel·lícules i videojocs.  Ha estat el portaveu de Neutrogena T-Gel Shampoo i ha aparegut en un anunci de cotxes Dodge Dart. Va posar veu a Marcus i Frank Horrigan a Fallout 2. Va aparèixer en un anunci de televisió irònic del 2012 per a Chrysler com a "Future Guy", un viatger del temps enviat des del futur per ajudar en el desenvolupament del Dodge Dart del 2013. També interpreta el paper del general Thain a la sèrie web Castlevania: Hymn of Blood.
Després de la seva carrera a "Star Trek", va tenir papers secundaris en diversos llargmetratges independents, com ara "Shadow Hours" (2000), "Lessons for an Assassin" (2001) i "The Santa Clause" trilogia, en la qual va aparèixer en un paper secundari com a Sandman. Dorn va repetir el seu paper de Worf en cameos a Webster i Family Guy, aquest últim amb diversos dels seus companys de repartiment de La nova generació. Va tenir un paper recurrent a la sèrie de televisió Castle, interpretant el terapeuta de la detectiu de policia de Nova York Kate Beckett.
El març de 2023, Dorn va ser anunciat com a guionista d'un còmic protagonitzat per Steel (John Henry Irons), a qui va posar veu a Superman: La sèrie animada. Steelworks #1 es va publicar el 6 de juny de 2023, amb art de Sami Basri.
Dorn posa la veu al personatge Battle Beast a la sèrie animada Invincible.

## Vida personal
Membre de l'Aircraft Owners and Pilots Association, Dorn és un pilot consumat. Ha volat amb els Blue Angels i els Thunderbirds. Ha posseït diversos avions de reacció, incloent-hi un Lockheed T-33 Shooting Star, al qual anomena en broma la seva "nau estel·lar", un North American F-86 Sabre, i actualment posseeix un North American Sabreliner. Dorn també forma part de diverses organitzacions d'aviació, una de les quals és l'Air Force Aviation Heritage Foundation, on forma part del consell assessor. Dorn va ser entrevistat per a l'episodi "Private Jets" de Modern Marvels al canal The History Channel.
Dorn va declarar en una entrevista del 2010 que li havien diagnosticat una fase "primera" de càncer de pròstata, cosa que el va portar a convertir-se en vegà.

## Filmografia

### Cinema
| Any  | Títol                                                           | Paper                                   | Notes                                 |
| ---- | --------------------------------------------------------------- | --------------------------------------- | ------------------------------------- |
| 1976 | Rocky                                                           | Guardaespatlles d'Apollo Creed          | Debut cinematogràfic; sense acreditar |
| 1977 | Demon Seed                                                      | paper petit (sense acreditar)           |                                       |
| 1985 | Jagged Edge                                                     | Dan Hislan                              |                                       |
| 1991 | Star Trek VI: The Undiscovered Country                          | Advocat defensor klíngon (Coronel Worf) |                                       |
| 1994 | Star Trek: Generations                                          | Tinent ComandantWorf                    |                                       |
| 1995 | Timemaster                                                      | Cap                                     |                                       |
| 1995 | Mission Critical                                                | Comandant                               |                                       |
| 1996 | Star Trek: First Contact                                        | Tinent Comandant Worf                   |                                       |
| 1997 | Menno's Mind                                                    | Simon, amic de Menno                    |                                       |
| 1998 | Star Trek: Insurrection                                         | Tinent comandant Worf                   |                                       |
| 2000 | Shadow Hours                                                    | Detectiu Thomas Greenwood               |                                       |
| 2000 | The Prophet's Game                                              | Bob Bowman                              |                                       |
| 2001 | The Gristle                                                     | Tar                                     |                                       |
| 2001 | Mach 2                                                          | Rogers                                  |                                       |
| 2001 | Ali                                                             | Black pilot                             |                                       |
| 2002 | Face Value                                                      | Hitman                                  |                                       |
| 2002 | Star Trek: Nemesis                                              | Tinent comandant Worf                   |                                       |
| 2002 | The Santa Clause 2                                              | Sandman                                 | Cameo                                 |
| 2003 | Shade: Joc d'assassins                                          | Jack Thornhill                          |                                       |
| 2003 | Lessons For an Assassin                                         | Quinn                                   |                                       |
| 2003 | The Interplanetary Surplus Male and Amazon Women of Outer Space | Sam el taberner                         | Direct-to-video                       |
| 2005 | Heart of the Beholder                                           | Tinent Larson                           |                                       |
| 2005 | Thru the Moebius Strip                                          | Rei Tor                                 | Veu                                   |
| 2006 | The Santa Clause 3: The Escape Clause                           | Sandman                                 |                                       |
| 2007 | Fist of the Warrior                                             | Arnold Denton                           |                                       |
| 2007 | Night Skies                                                     | Kyle                                    |                                       |
| 2007 | The Deep Below                                                  | Carl Bennett                            |                                       |
| 2009 | Bionicle: The Legend Reborn                                     | Mata Nui                                | Veu, direct-to-video                  |
| 2012 | Strange Frame                                                   | Comandant de la guàrdia                 | [ 18 ]                                |
| 2015 | Ted 2                                                           | Rick                                    |                                       |
| 2019 | Wonder Woman: Bloodlines                                        | Ferdinand el Minotaure                  | Veu, direct-to-video                  |

### Televisió
| Any          | Títol                               | Role                                                     | Paper                                             |
| ------------ | ----------------------------------- | -------------------------------------------------------- | ------------------------------------------------- |
| 1979–1982    | CHiPs                               | Oficial Jebediah Turner                                  | 31 episodis                                       |
| 1981         | Knots Landing                       | Paramedic                                                | Episodi: "The Vigil"                              |
| 1985         | 227                                 | Amic de Lester                                           | 1 episodi                                         |
| 1985         | Knight Power                        | Marvin                                                   | Voice, Episode: "The Butterfly War"               |
| 1985         | Hunter                              | Policia de carretera                                     | Episodi: "Waiting for Mr. Wrong"                  |
| 1986–1987    | Days of Our Lives                   | Jimmy                                                    |                                                   |
| 1987         | Punky Brewster                      | Conseller Weatherwax                                     | Episodi: "Fighting City Hall"                     |
| 1987–1994    | Star Trek: La nova generació        | Tinent Worf                                              | Paper principal, 7 temporades                     |
| 1988         | Reading Rainbow                     | Ell mateix                                               | Episodi: "The Bionic Bunny Show"                  |
| 1989         | Webster                             | Tinent Worf                                              | Episodi: "Webtrek"                                |
| 1991–1994    | Dinosaurs                           | Ancians, Solomon el gran, WESAYSO Announcer              | Veu, paper recurrent                              |
| 1994         | SWAT Kats: The Radical Squadron     | Mutilor                                                  | Episodi: "When Strikes Mutilor"                   |
| 1994–1997    | Gargoyles                           | Coldstone, Taurus                                        | paper recurrent                                   |
| 1995         | Amanda and the Alien                | Tinent Vint                                              | Telefilm                                          |
| 1995         | World of Wonder                     | Ell mateix – Host                                        | Espectacle de ciència Discovery Channel           |
| 1995–1996    | Fantastic Four                      | Gorgon                                                   | Veu, 2 episodis                                   |
| 1995–1999    | Star Trek: Deep Space Nine          | Tinent Comandant Worf                                    | Paper principal, 4 temporades                     |
| 1995         | The Outer Limits                    | Pete Claridge                                            | Episodi: "The Voyage Home"                        |
| 1996         | Adventures from the Book of Virtues | Apollo                                                   | Veu, episodi: "Humility"                          |
| 1996         | Captain Simian & the Space Monkeys  | Lord Nebula                                              | Veu, 2 episodis                                   |
| 1996         | The Real Adventures of Jonny Quest  | Tala                                                     | Veu, episodi: "The Dark Mountain"                 |
| 1996–2000    | Superman: The Animated Series       | Kalibak, John Henry Irons / Steel                        | Veu, paper recurrent                              |
| 1997         | Street Fighter                      | The Warrior King                                         | Veu, episodi: "The Warrior King"; sense acreditar |
| 1997–2000    | I Am Weasel                         | I.M. Weasel                                              | Veu, paper principal                              |
| 1998         | Haunted History                     | Narrador                                                 | Veu, episodi: "Haunted History: Charleston"       |
| 1998–1999    | Hercules                            | Minotaur                                                 | Veu, 2 episodis                                   |
| 2000         | Martial Law                         | Conseller Tynan                                          | Episodi: "No Quarter"                             |
| 2001         | 7th Heaven                          | Mr. Johnson                                              |                                                   |
| 2002         | Through the Fire                    | Michael Collins                                          | Telefilm                                          |
| 2002         | The Zeta Project                    | Coronel Lemak                                            | Veu, 2 episodis                                   |
| 2002         | Static Shock                        | Reverend Anderson                                        | Veu, episodi: "Frozen Out"                        |
| 2003         | Justice League                      | Kalibak                                                  | Veu, 2 episodis                                   |
| 2003         | Kim Possible: A Sitch in Time       | Rufus 3000                                               | Veu, telefilm                                     |
| 2003         | Spider-Man: The New Animated Series | Kraven the Hunter                                        | Veu, 2 episodis                                   |
| 2003–2005    | Duck Dodgers                        | Robots centurions marcians, capità Long, guerrer Klunkin | Veu, paper principal                              |
| 2004–2005    | Megas XLR                           | R.E.G.I.S., Bot #14, Guard                               | Veu, 2 episodis                                   |
| 2004–2007    | Danny Phantom                       | Fright Knight                                            | Veu, 4 episodis                                   |
| 2005         | Justice League Unlimited            | Kalibak                                                  | Veu, episodi: "The Ties That Bind"                |
| 2005         | Descent                             | General Fielding                                         | Television film                                   |
| 2005, 2009   | Family Guy                          | Tinent Worf, Ell mateix                                  | Veu, 2 episodis                                   |
| 2006         | All You've Got                      | Fire Captain Diaz                                        | Telefilm                                          |
| 2006         | A.I. Assault                        | General Buskirk                                          | Telefilm                                          |
| 2006         | Fallen Angels                       | Taylor                                                   | Telefilm                                          |
| 2007         | Squirrel Boy                        | Reuben Belmont                                           | Veu, 2 episodis                                   |
| 2007         | Ben 10                              | Viktor, Benvicktor                                       | Veu, 2 episodis                                   |
| 2007         | Without a Trace                     | Nathan Riggs                                             | Episodi: "Absolom"                                |
| 2008–2009    | Herois                              | President dels Estats Units                              | 2 episodis                                        |
| 2009         | Batman: The Brave and the Bold      | Kru'll the Eternal                                       | Veu, episodi: "Menace of the Conqueror Caveman!"  |
| 2009         | Herois                              | President dels Estats Units                              | Episodi: "An Invisible Thread"                    |
| 2010         | Adventure Time                      | Gork, Monster Head #2                                    | Veu, episodi: "Freak City"                        |
| 2010         | It's a Trap!                        | Tinent Worf                                              |                                                   |
| 2011–2015    | Castle                              | Dr. Carver Burke                                         | paper recurrent; 6 episodis                       |
| 2011         | Winx Club                           | Lord Darkar                                              | Veu, paper recurrent                              |
| 2011         | The Super Hero Squad Show           | Ronan the Accuser                                        | Veu, 2 episodis                                   |
| 2012, 2014   | Regular Show                        | Thomas the Demon                                         | Veu, 2 episodis                                   |
| 2014         | Ben 10: Omniverse                   | Dr. Viktor, I.M. Werfzel                                 | Veu, 2 episodis                                   |
| 2015–2016    | Les tortugues ninja                 | Capità Mozar, Triceratons                                | Veu, paper recurrent                              |
| 2016         | Uncle Grandpa                       | Crispin Mulcahy                                          | Veu, 4 episodis                                   |
| 2016–2017    | Arrow                               | Prometheus                                               | Veu, paper recurrent (uncredited)                 |
| 2017         | Supergirl                           | Prometheus                                               | Veu, episodi: "Crisis on Earth-X"; no acreditat   |
| 2017         | Transformers: Titans Return         | Fortress Maximus                                         | Veu, web series                                   |
| 2017–2018    | Justice League Action               | Atrocitus                                                | Veu, 2 episodis                                   |
| 2017–2019    | The Lion Guard                      | Bupu                                                     | Veu, paper recurrent                              |
| 2018         | OK K.O.! Let's Be Heroes            | Red Strike, I.M. Weasel                                  | Veu, episodi: "Crossover Nexus"                   |
| 2021–present | Invincible                          | Thokk / Battle Beast                                     | Veu, 2 episodis                                   |
| 2021–2022    | Dogs in Space                       | Pistachio Soup                                           | Veu, 6 episodis                                   |
| 2022         | Dota: Dragon's Blood                | Asar                                                     | Veu, 8 episodis                                   |
| 2023         | Star Trek: Picard                   | Capità Worf                                              | Temporada 3                                       |
| 2023         | The Santa Clauses                   | Sandman                                                  | [ 21 ]                                            |

### Videojocs
| Any  | Títol                                          | Paper                   | Notes         |
| ---- | ---------------------------------------------- | ----------------------- | ------------- |
| 1993 | Gabriel Knight: Sins of the Fathers            | Dr. John                | [ 18 ]        |
| 1993 | Stellar 7: Draxon's Revenge                    | Narrator                |               |
| 1995 | Mission Critical                               | Capità Stephen R. Dayna |               |
| 1995 | Star Trek: The Next Generation – A Final Unity | Tinent Worf             | [ 18 ]        |
| 1996 | Vikings: The Strategy of Ultimate Conquest     | Narrador                |               |
| 1997 | Star Trek Generations                          | Tt Comandant Worf       |               |
| 1998 | Fallout 2                                      | Marcus, Frank Horrigan  | [ 18 ]        |
| 2000 | Star Trek: Armada                              | Ambaixador Worf         |               |
| 2000 | Star Trek: Klingon Academy                     | Thok Mak                |               |
| 2000 | Star Trek: Deep Space Nine: The Fallen         | Tt. Comandant Worf      |               |
| 2000 | Star Trek: Invasion                            | Tt. Comandant Worf      |               |
| 2001 | Emperor: Battle for Dune                       | Duke Achillus           |               |
| 2006 | Star Trek: Legacy                              | Worf                    |               |
| 2008 | Saints Row 2                                   | Maero                   | [ 18 ]        |
| 2008 | Lego Indiana Jones: The Original Adventures    | Kazim                   |               |
| 2010 | Mass Effect 2                                  | Gatatog Uvenk           |               |
| 2010 | Fallout: New Vegas                             | Marcus                  | [ 18 ]        |
| 2010 | StarCraft II: Wings of Liberty                 | Tassadar                | [ 18 ]        |
| 2013 | Saints Row IV                                  | Maero                   | [ 18 ]        |
| 2013 | Star Trek: Online                              | Ambaixador Worf         | [ 18 ]        |
| 2015 | Infinite Crisis                                | Swamp Thing             |               |
| 2015 | Code Name: S.T.E.A.M.                          | John Henry              | [ 18 ]        |
| 2016 | Master of Orion: Conquer the Stars             | Narrador                | [ 22 ]        |
| 2017 | XCOM 2: War of the Chosen                      | Pratal Mox              |               |
| 2018 | Lego DC Super-Villains                         | Kalibak                 | [ 23 ]        |
| 2019 | Indivisible                                    | Ravannavar              | [ 24 ] [ 18 ] |

### Websèries
| Any  | Títol                       | Paper              | Notes                                  |
| ---- | --------------------------- | ------------------ | -------------------------------------- |
| 2010 | Mata Nui Saga               | Mata Nui           | Veu                                    |
| 2014 | Star Trek Continues         | Veu de l'ordinador | Veu, episodi: "Fairest of Them All"    |
| 2015 | Con Man                     | Ell mateix         | Episodi: "Thank Your for Your Service" |
| 2017 | Bravest Warriors            | Armada Pilot       | Veu, episodi: "Dan of Future Past"     |
| 2017 | Transformers: Titans Return | Fortress Maximus   | Veu, episodi: "Aftermath and Rebirth"  |

## Premis i honors
- 2024 – Premis Saturn – Premi a la Trajectòria – El repartiment de Star Trek: La nova generació[26][a]